# Ytterstfors träsliperi

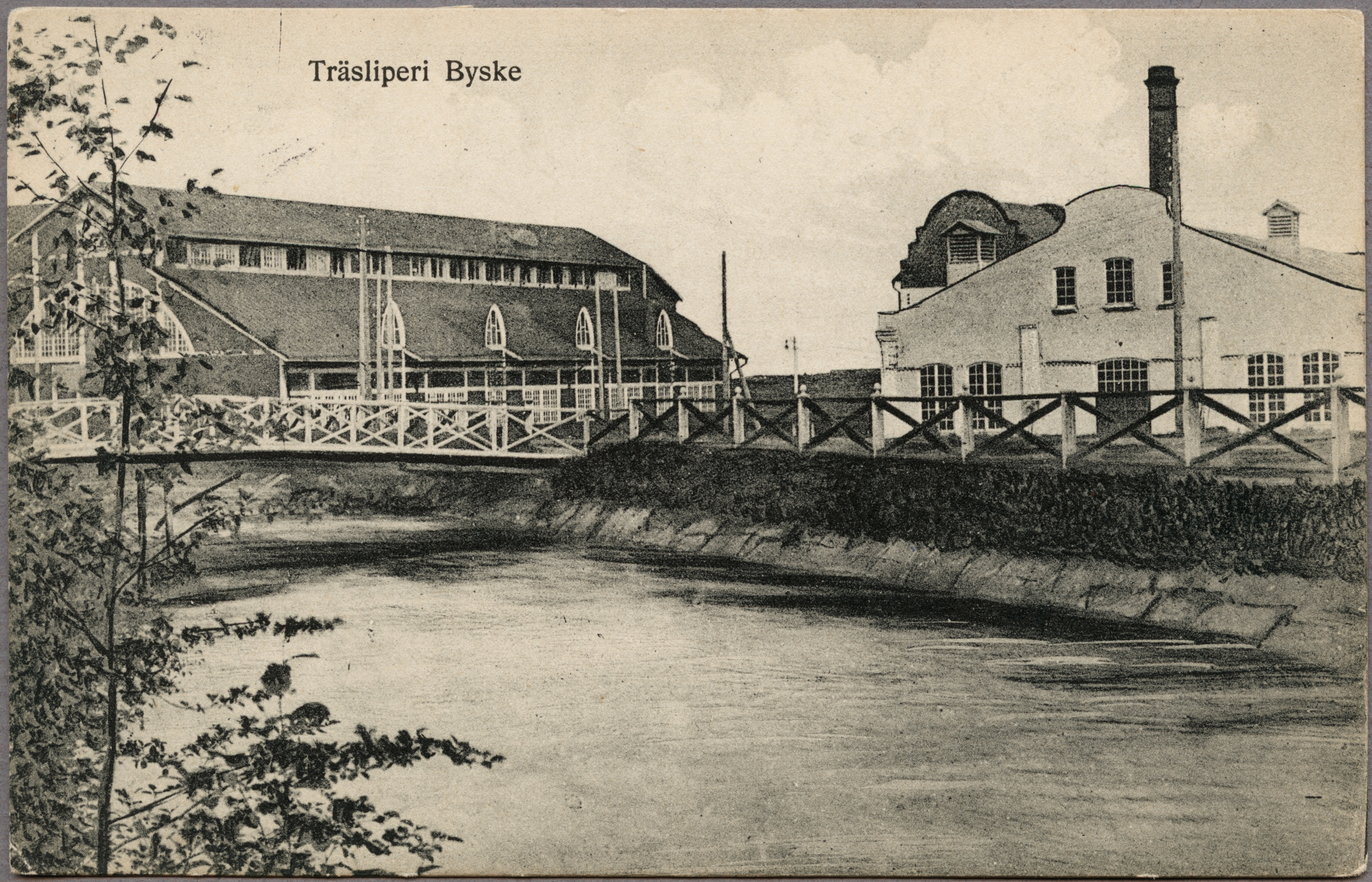

Ytterstfors träsliperi, senare Byske träsliperi, var ett träsliperi uppfört 1908 på den tidigare platsen för Ytterstfors såg av Ytterstfors trävaruaktiebolag. Från fabriken gick den fyra kilometer långa Ytterstfors linbana till Furuögrunds hamn.
Inledningsvis sågs anläggningen som ett experiment då det fanns tveksamheter kring huruvida den norrländska granen var lämpad för slipning till trämassa. Försök hade dock gjort genom att skicka granved för slipning i Norge med gott resultat och därför byggde man en anläggning i full skala. Anläggningen blev då Skandinaviens nordligaste träsliperi.  
Kapaciteten var vid starten beräknad till ungefär 25 000 ton vit mekanisk massa. Verksamheten utökades senare till 12 slipstenar och totalkapaciteten blev då 42 000 ton. Till största del härrörde elen från Finnfors kraftstation även om egna turbiner fanns. Dess sista ägare var Munksund AB som fortsatte driva verksamheten efter att sågverket i Ytterstfors lagts ner i samband med AB Ytterstfors-Munksund konkurs.
Ytterstfors träsliperi fortsatte bedriva verksamhet fram till 1959.
När all verksamhet sedan lades ner i Ytterstfors erbjöd Byske landskommun Matoz AB, nuvarande Futurum AB, förmånliga villkor för att flytta verksamheten från Ersmark till Byske i syfte att ersätta de förlorade arbetstillfällena. Ytterstfors träsliperi övertogs dock 1960 av Gullringshus som  lades ner i samband med finanskrisen 1993.